# Justine Dorsey
Justine Rose Dorsey est une actrice américaine née le 23 août 1995. Elle joue dans Un grand-père pour Noël en tant que Ashley Gee, et dans Brothers and Sisters en tant que Sophie McCallister. Elle est la sœur aînée de Kerris Dorsey.

## Filmographie
- 2007 : Un grand-père pour Noël : Ashley Gee
- 2007 : The Sarah Silverman Program : Amber
- 2007-2009 : Brothers and Sisters : Sophie MacCallister
- 2008 : Root of All Evil